# فالس (تيرول)
فالس (بالإنجليزية: Vals, Tyrol)‏ هي بلدية تقع في النمسا في مقاطعة إنسبروك لاند. يقدر عدد سكانها بـ 563 نسمة في عام 2013 ومساحتها 48.7 كم2 وترتفع عن سطح البحر 1,129 متر.